# Devo

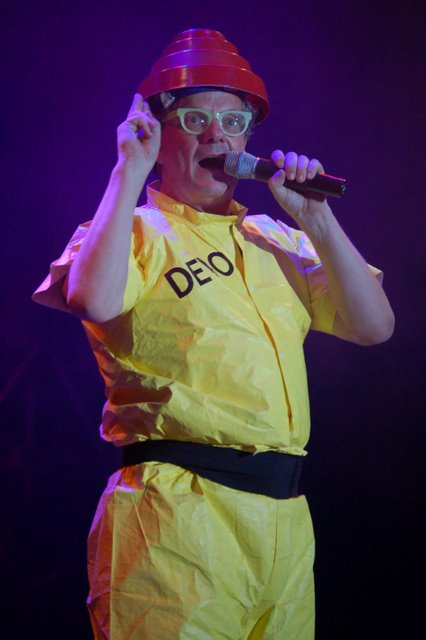
Mark Mothersbaugh med Devo år 2007

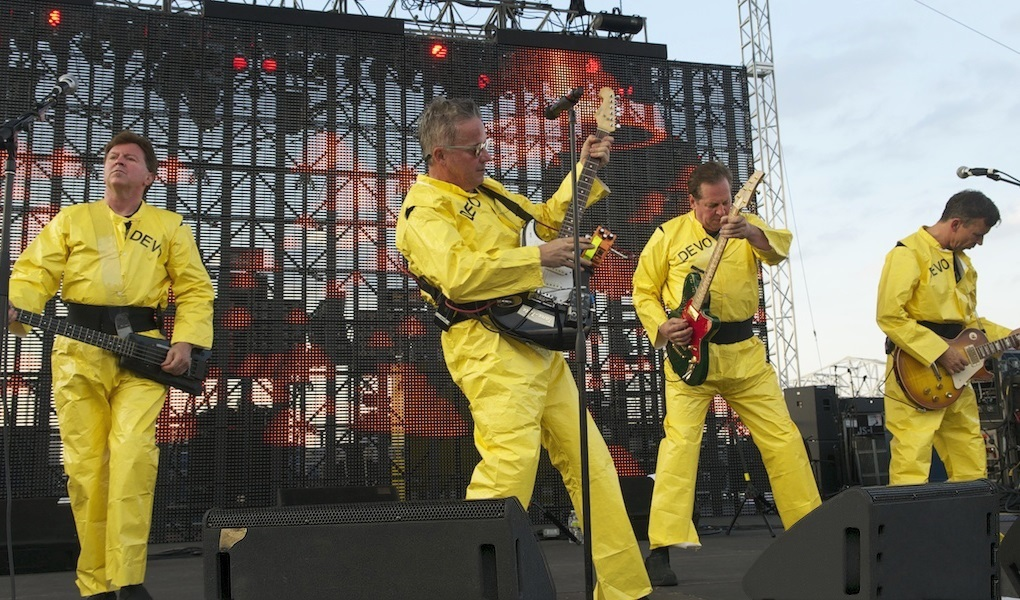
Devo 2011

Devo (the de-evolution band) är ett amerikanskt new wave-band, grundat 1972 i Akron, Ohio som Sextet Devo. De är mest kända för sin hit Whip It från 1980.
Bandet består av Mark Mothersbaugh (sång) och Gerald V. "Jerry" Casale (elbas), Bob "Bob1" Mothersbaugh (gitarr). Bob "Bob2" Casale (gitarr och keyboard) avled den 17 februari 2014. Genom åren har även trumslagarna Jim Mothersbaugh (1974–1976), Alan Myers (1976–1985), David Kendrick (1986–1990, 1996–2004, 2014 och framåt), Neil Taylor (2008), Jeff Friedl (2010-2014) och senast Josh Freese (1996 och framåt) spelat i bandet.
Devo har periodvis haft speluppehåll, men är fortfarande aktivt. Den 16 september 2009 aviserade bandet tillsammans med Warner Bros. Records att albumen Q: Are We Not Men? A:We Are Devo! och Freedom of Choice skall ges ut på nytt, och att bandet i samband med det ska ut på en turné i USA och Kanada, där de framför musikstycken från de båda albumen.

## Medlemmar
Nuvarande medlemmar
- Gerald Casale –  basgitarr, sång, synthesizer (1972-1991, 1996-idag)
- Mark Mothersbaugh – synthesizer, sång, gitarr (1973-1991, 1996-idag)
- Bob Mothersbaugh – gitarr, sång (1974-1991, 1996-idag)
- Josh Freese – trummor (1996-idag)
- Josh Hager – gitarr, keyboard, bakgrundssång (2014-idag)

Tidigare medlemmar
- Bob Casale – gitarr, keyboard, bakgrundssång (1973-1974, 1976-1991, 1996-2014; död 2014)
- Bob Lewis – gitarr (1972-1976)
- Rod Reisman – trummor (1973)
- Fred Weber – sång (1973)
- Jim Mothersbaugh – elektronisk slagverk (1974-1976)
- Alan Myers – trummor (1976-1985; död 2013)
- Neil Taylor – trummor (2008)
- Jeff Friedl – trummor (2010-2014, 2019)
- David Kendrick – trummor (1985-1991, 1996-2004)

## Diskografi (urval)
Studioalbum
- 1978 – Q: Are We Not Men? A: We Are Devo!
- 1979 – Duty Now for the Future
- 1980 – Freedom of Choice
- 1981 – New Traditionalists
- 1982 – Oh, No! It's Devo!
- 1984 – Shout
- 1988 – Total Devo
- 1990 – Smooth Noodle Maps
- 2010 – Something For Everybody

Livealbum
- 1989 – Now It Can Be Told: DEVO at the Palace
- 1992 – DEVO Live: The Mongoloid Years
- 2005 – Devo Live 1980
- 2005 – Live in Central Park
- 2012 – Devo Battles Live: 2012 Tour (Sirromet Wines Mt Cotton AU)
- 2012 – England Brothers Park Pinellas Park, Florida. September 23. 2012
- 2013 – New Traditionalists - Live in Seattle 1981

Samlingsalbum
- 1987 – E-Z Listening Disc
- 1990 – Devo's Greatest Hits
- 1990 – Devo's Greatest Misses
- 1990 – Hardcore Devo Volume 1
- 1991 – Hardcore Devo Volume 2
- 1993 – Hot Potatoes: The Best of Devo
- 1998 – Greatest Hits
- 2000 – Pioneers Who Got Scalped: The Anthology
- 2000 – Recombo DNA
- 2002 – The Essentials
- 2003 – Whip It & Other Hits
- 2013 – Something Else for Everybody

EPs
- 1977 – Be Stiff
- 1978 – Mechanical Man
- 1981 – DEV-O Live (live-EP)
- 1983 – Theme from Doctor Detroit
- 1988 – Baby Doll
- 1988 – Disco Dancer
- 1990 – Post Post-Modern Man
- 2008 – Watch Us Work It
- 2010 – Song Study
- 2011 – What We Do: Electro-Devo Remix Cornucopia

Singlar
- 1977 - Mongoloid / Jocko Homo
- 1977 - (I Cån't Gèt Mé Nö) Såtisfactiön / Slöppy (I Såw My Baby Gétting)
- 1978 - Come Back Jonee / Social Fools
- 1979 - The Day My Baby Gave Me A Surprize / Penetration In The Centerfold
- 1979 - Secret Agent Man / So Bawlz
- 1979 - Gut Feeling / Satisfaction (I Can Get Me No)
- 1980 - Whip It / Turn Around
- 1980 - Snowball / Freedom Of Choice
- 1980 - Gates Of Steel / Be Stiff
- 1980 - Snowball / Freedom of Choice
- 1981 - Working in the Coal Mine / Planet Earth
- 1981 - Beautiful World / Enough Said
- 1981 - Through Being Cool / Going Under
- 1982 - Peek-a-Boo! / Find Out
- 1983 - That's Good / What I Must Do
- 1983 - Theme from Doctor Detroit / Luv-Luv
- 1984 - Here to Go / Shout
- 1984 - Are U Experienced? / Growins
- 1990 - Post Post-Modern Man / Whip It (live)
- 2010 - Fresh / What We Do